# Cannewitz (Malschwitz)

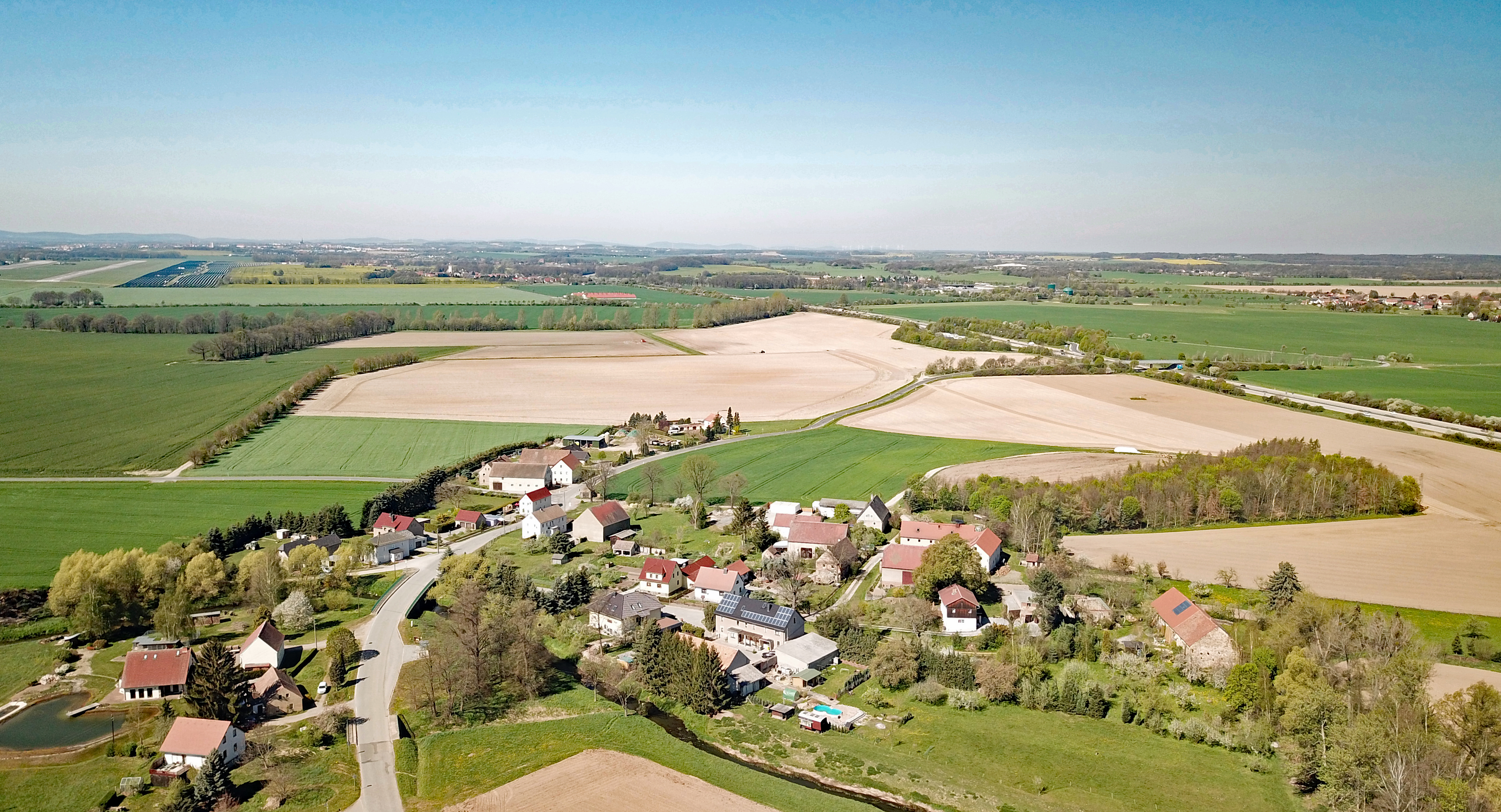
Luftbild

Cannewitz auf dem Messtischblatt von 1906

Cannewitz, obersorbisch Skanecyⓘ, ist ein Dorf im ostsächsischen Landkreis Bautzen und gehört seit 1994 zur Gemeinde Malschwitz. Es liegt in der Oberlausitz und befindet sich im Siedlungsgebiet der Sorben.

## Geografie
Cannewitz ist ein platzartig erweitertes Rundweilerdorf etwa 11 km östlich von Bautzen und 5 km südöstlich von Malschwitz. Es befindet sich in der gemeinsamen Flussaue von Kotitzer und Löbauer Wasser, wobei ersteres den Ort durchfließt und zweiteres etwas östlich verläuft. Trotz ihrer Nähe zueinander – stellenweise sind sie nur 100 Meter voneinander entfernt – erfolgt der Zusammenfluss erst einige Kilometer nördlich. Sowohl in südlicher als auch östlicher Richtung steigt das Gelände zum Oberlausitzer Gefilde hin an, während die westliche Umgebung bis zu den Kreckwitzer Höhen und in nördliche Richtung relativ eben sind.
Ein Ortsausbau bestehend aus fünf einzelnen Anwesen entwickelte sich rund um die alte Mühle südöstlich des eigenen Ortes am Löbauer Wasser.
Die Nachbarorte sind Rackel im Nordosten, Belgern im Süden und Preititz im Nordwesten.

## Geschichte
Der Ort wurde erstmals 1368 als Kanewicz erwähnt, jedoch stellt die in einer Kurve des Löbauer Wassers zwischen Cannewitz und Rackel gelegene Burgwallanlage einen Überrest deutlich älterer Besiedlung dar. 1777 ist das Cannewitzer Rittergut verzeichnet, das die Grundherrschaft über einen Teil des Ortes ausübte. Der andere Teil gehörte dem Bautzener Domstift.
Cannewitz war bis zum 1. Januar 1957 eine eigenständige Landgemeinde mit dem Ortsteil Belgern (seit 1936). Dann wurde es nach Rackel eingemeindet, wobei Belgern nach Wurschen umgegliedert wurde und heute zu Weißenberg gehört. Cannewitz kam mit Rackel zunächst 1974 zur Gemeinde Baruth, 1994 dann zur neuen Großgemeinde Malschwitz.

### Ortsname
Der Ortsname ist sorbischen Ursprungs und weist die typisch slawische Endung -itz auf. Die genaue Bedeutung ist strittig, möglich ist jedoch eine Ableitung vom Personennamen Kan oder Kańa (zu urslawisch *kaniti = „bewirten, einladen, auffordern“). Als historische Namensformen sind u. a. Canewicz (1390), Canewitz (1510), Cannwitz (1658) und ab 1768 die heutige Namensform verzeichnet.

## Bevölkerung
Cannewitz war im Jahre 1834 mit 144 Einwohnern beinahe doppelt so groß wie heute; bis ins 20. Jahrhundert ist ein Rückgang der Einwohnerzahl um die Hälfte zu verzeichnen. 1884/85 zählte Arnošt Muka 120 Einwohner, von denen 115 Sorben waren. Erst seit Mitte des 20. Jahrhunderts ist der Gebrauch des Sorbischen im Ort aufgrund von Assimilation und Zuzug Deutschsprachiger zurückgegangen.
Die fast ausschließlich evangelisch-lutherische Bevölkerung war wahrscheinlich ursprünglich nach Kleinbautzen gepfarrt, gehört aber seit dem 16. Jahrhundert zur Kirchgemeinde Gröditz.

## Infrastruktur
Die A 4 (Dresden – Breslau) führt direkt nördlich am Ort vorbei; die nächsten Anschlussstellen sind jedoch 9 (Weißenberg) bzw. 8 km (Bautzen-Ost) entfernt. Etwas südwestlich befindet sich der Flugplatz Bautzen.